# ジョシュア・ブレッドソー
ジョシュア・ブレッドソー（Joshuah Bledsoe、1998年12月30日 - ) は、アメリカ合衆国テキサス州ヒューストン出身のアメリカンフットボール選手。ポジションはセイフティ（S）。NFLのピッツバーグ・スティーラーズに所属している。
カレッジフットボールでは、ミズーリ大学でプレーをし、2021年のNFLドラフトで6巡目全体188位指名をされ、ペイトリオッツに入団した。

## 大学入学以前
ブレッドソーは、テキサス州ハリス郡のデカニー高校に通っていた。彼は高校では、セイフティ、コーナーバック、ランニングバックをプレーしていた。彼はミズーリ大学でカレッジフットボールをプレーすることを発表した。

## 大学時代
ブレッドソーは、2017年から2020年までの３年間ミズーリ大学でプレーした。彼は大学キャリアを通じて、46試合で130回のタックル、1インターセプト、1サックを記録した。

## プロキャリア
| 5 ft 11+3⁄8 in (181 cm) | 204 lb (93 kg) | 30+3⁄4 in (78 cm) | 9+5⁄8 in (24 cm) |
| All values from Pro Day |                |                   |                  |

ブレッドソーは、 2021年のNFLドラフトで6巡目全体188位指名をされ、ニューイングランド・ペイトリオッツに入団した。彼は2021年5月13日に4年間のルーキー契約を結んだが、2021年7月21日のトレーニングキャンプの開始時に、アクティブ/ノンフットボールインジュアリーリストに入れられた。シーズン前にリザーブリストに入れられ。12月14日に復帰したが、ふくらはぎの怪我で再び12月30日に故障者リストに入れられた。
2024年8月27日、ペイトリオッツからリリースされた。